# Mónica Guffanti
Marta Teresa Guffanti Pérez (La Plata, Argentina, 18 de noviembre de 1943), más conocida como Mónica Guffanti, es una famosa actriz cubana de origen argentino.

## Vida
Es exesposa de Alberto Korda, con quien tuvo dos hijos: Dante y Alejandra.
Es hermana del exbailarín del Ballet Nacional de Cuba Hugo Guffanti.
En 1990 formó parte del éxito de público y crítica Trilogía de Teatro Norteamericano, bajo la dirección de  Carlos Díaz en el Teatro Nacional de Cuba. Con el montaje de Las criadas de Jean Genet, fundó en 1992, junto a Carlos Acosta-Milian y Jorge Perugorría, Teatro El Público, congregados alrededor de la figura del director de escena Carlos Díaz, Teatro El Público, es hoy una referencia obligada en las Artes Escénicas de Cuba.